# Thysanopoda minyops
Thysanopoda minyops is een krillsoort uit de familie van de Euphausiidae. De wetenschappelijke naam van de soort is voor het eerst geldig gepubliceerd in 1987 door Brinton.